# Cryptocoryne nevillii
Cryptocoryne nevillii là một loài thực vật có hoa trong họ Ráy (Araceae). Loài này được Trimen mô tả khoa học đầu tiên năm 1898.